# Siphlonurus marginatus
Siphlonurus marginatus is een haft uit de familie Siphlonuridae. De wetenschappelijke naam van de soort is voor het eerst geldig gepubliceerd in 1932 door Traver.
De soort komt voor in het Nearctisch gebied.